# Вашакидзе, Илья Иванович
Илья Иванович Вашакидзе (1905 год, село Тульша, Кутаисский уезд, Кутаисская губерния, Российская империя — дата смерти неизвестна, Маяковский район, Грузинская ССР) — звеньевой колхоза имени Берия Маяковского сельсовета Маяковского района, Грузинская ССР. Герой Социалистического Труда (1949).

## Биография
Родился в 1905 году в крестьянской семье в селе Тульша Кутаисского уезда. Окончил местную начальную школу. Трудился в личном сельском хозяйстве. После начала коллективизации вступил в местный колхоз. Участвовал в Великой Отечественной войне. Воевал связистом. После демобилизации возвратился на родину. В послевоенное время возглавлял звено виноградарей в колхозе имени Берия Маяковского района.
В 1948 году звено под его руководством собрало в среднем с каждого гектара по 120,5 центнеров винограда шампанских вин на участке площадью 3 гектара. Указом Президиума Верховного Совета СССР от 9 августа 1949 года удостоен звания Героя Социалистического Труда за «получение высоких урожаев винограда в 1948 году» с вручением ордена Ленина и золотой медали «Серп и Молот» (№ 4304).
Этим же Указом званием Героя Социалистического Труда были также награждены труженики колхоза имени Берия бригадир Митрофан Александрович Ебаноидзе, звеньевые Валериан Силибистрович Гаручава и Дмитрий Ильич Хизанейшвили (лишён звания в 1953 году).
За выдающиеся трудовые достижения в 1950 году был награждён в 1951 году орденом Трудового Красного Знамения.
В 1968 году вышел на пенсию. Персональный пенсионер союзного значения. Проживал в Маяковском районе (сегодня — Багдатский муниципалитет). Дата смерти не установлена.
Награды
- Герой Социалистического Труда
- Орден Ленина
- Орден Трудового Красного Знамени (05.07.1951)